# 大妻女子大学短期大学部
大妻女子大学短期大学部（日语：／ Ohtsuma Joshi Daigaku Tanki Daigakubu *），简称大妻短大（おおつまたんだい），是一所位于日本东京都千代田区的私立短期大学。

## 概要

### 简介
- 学校最早可以追溯到1908年[1]。短期大学为于1950年开办[1]、由学校法人大妻学院经营。

### 历史
- 1950年 大妻女子大学短期大学部成立并同时设置家政科第一部和第二部[1]。
- 1967年 两个学科即日文科、英文科成立[1]。
- 1968年 家政科第一部分离为两个学科即家政专攻和食物营养专攻[2]。
- 1988年 三个学科即生活科、日本文学科、实际业务英语科[注 4]成立[1]。
- 1998年 三个学科即生活科、日本文学科、实际业务英语科[注 4]招生最后。
- 2001年 今年4月家政科第二部招生最后[2]。今年5月29日三个学科即生活科、日本文学科、实际业务英语科[注 4]正式停办[2]。
- 2003年 今年3月31日家政科第二部正式停办
- 2011年 生活总合商务专攻[注 1]成立于家政科[1]。

### 宪章
- 请参看大妻女子大学短期大学部的标志 （日語） 2014年1月17日阅览。

## 学校环境
- 校区：在东京都千代田区
  - 家政科
    - 第一部
      - 家政专攻
      - 食物营养专攻
      - 生活总合商务专攻[注 1]

    - 第二部[注 2]

  - 日文科
  - 英文科
- 校区：在了东京都多摩市
  - 生活科[注 3]
  - 日本文学科[注 3]
  - 实际业务英语科[注 4][注 3]

## 历任校长
- 荻上宏一：现在短期大学校长[3]

## 组织

### 学科
- 家政科
  - 第一部
    - 家政专攻
    - 食物营养专攻
    - 生活总合商务专攻[注 1]

  - 第二部[注 2]
- 日文科
- 英文科
- 生活科[注 3]
- 日本文学科[注 3]
- 实际业务英语科[注 4][注 3]

### 专科
| - 没有 |

### 业余课程
| - 没有 |

### 附属机关
| - 图书馆 |

## 知名校友
- 筱冢满由美：仿效艺人
- 冈野由美子：广播员
- 熊井佑子：唱作人
- 笹幸恵：记者
- Nanami：女时装模特儿
- 笹冈莉纱：女时装模特儿
- 松坂季実子：前AV女优

## 相关链接
- 日本短期大学列表
- 大妻女子大学